# Royal National Rose Society
La Royal National Rose Society  (RNRS) (1876-2017) era un'organizzazione orticola specializzata nel Regno Unito dedita alla coltivazione e all'apprezzamento della rosa. Fondata nel 1876 come "National Rose Society", era la più antica società vegetale del mondo. Era un'organizzazione associativa, con membri provenienti da giardinieri professionisti e dilettanti e aziende orticole.
Originariamente con sede a Londra, la società delle rose trasferì la sua sede a Chiswell Green, vicino a St Albans, Hertfordshire nel 1959, dove creò il Royal National Rose Society Gardens. Nel 1965, la società cambiò nome in "Royal National Rose Society" (RNRS). Al culmine della sua popolarità, la RNRS contava 100.000 membri e i suoi giardini contenevano 30.000 arbusti di rose. L'organizzazione è stata sciolta nel maggio 2017 e i giardini sono stati chiusi definitivamente.

## Storia

### La National Rose Society
La Royal National Rose Society, originariamente chiamata "The National Rose Society", è stata ideata da Reynolds Hole, un prete anglicano e orticoltore. Nel 1858 fondò il primo National Rose Show alla St James's Hall a Piccadilly, Londra. L’evento venne considerato un grande successo con 2000 partecipanti. Nel 1860, al Crystal Palace si tenne la famosa mostra delle rose, alla quale parteciparono 16.000 appassionati di rose.
A causa del crescente interesse per le rose da parte del grande pubblico, il 9 dicembre 1876 si tenne un incontro dei principali appassionati di rose, tra cui Rev Hole, e fu creata la "National Rose Society". Rev Hole è stato eletto il primo presidente della società. Il reverendo Henry Honeywood D'Ombrain è stato nominato primo segretario della società. Dal 1877 al 1902, D'Ombrain curò la prima pubblicazione annuale della società, The Rosarian's Yearbook. L'organizzazione inizialmente aprì un ufficio nel centro di Londra. Le mostre sulle rose furono l'obiettivo principale della società per i suoi primi venticinque anni. Fornisce inoltre consulenza ai suoi membri per domande relative alle rose, come trovare una rosa specifica o identificare le rose, oltre a fornire consigli generali e specifici sulla cura delle rose.

### Patrocinio reale

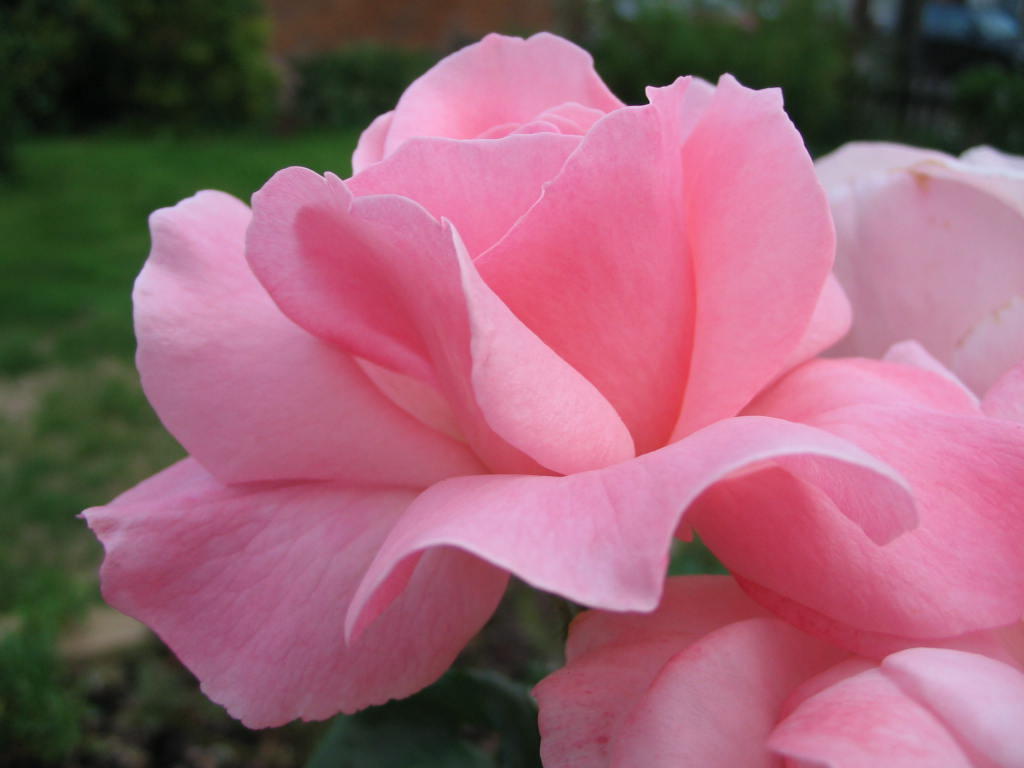
'Regina Elisabetta', medaglia d'oro 1955

In riconoscimento dell'importante lavoro della Società, la regina Alexandra istituì il primo Patronato Reale nel 1888. Il numero dei membri della società crebbe costantemente da 900 nel 1888 a 16.000 nel 1926. Il giornale annuale sponsorizzato dalla società, The Rose Annual fu pubblicato per la prima volta nel 1907 e fu pubblicato annualmente fino al 1984. Nel 1925, Regina Maria fu nominata Patrona reale della società. Il numero dei membri scese a 11.500 durante la Seconda Guerra Mondiale, ma aumentò a 15.000 nel 1947. Quando la regina Mary morì nel 1953, la principessa reale Mary divenne la protettrice reale della società.
La sede della società fu spostata da Londra alla sua nuova sede a Bone Hill, Chiswell Green, vicino a St Albans, Hertfordshire nel 1959. La società creò nuovi roseti progettati per ospitare le prove internazionali delle rose nella proprietà di otto acri. I giardini furono chiamati Royal National Rose Society Gardens. I roseti sono cresciuti fino a raggiungere una collezione di 30.000 cespugli di rose e hanno guadagnato una reputazione internazionale. La società delle rose crebbe rapidamente fino a raggiungere 100.000 membri negli anni '60. Nel 1965, la regina Elisabetta emanò l'ordine di aggiungere il pretesto "Royal" al titolo della società, e il nome fu cambiato in "Royal National Rose Society" (RNRS). Dopo la morte della principessa Mary, la Regina Madre divenne la protettrice della RNRS e mantenne la carica fino alla sua morte nel 2002.

### Gli anni d'oro

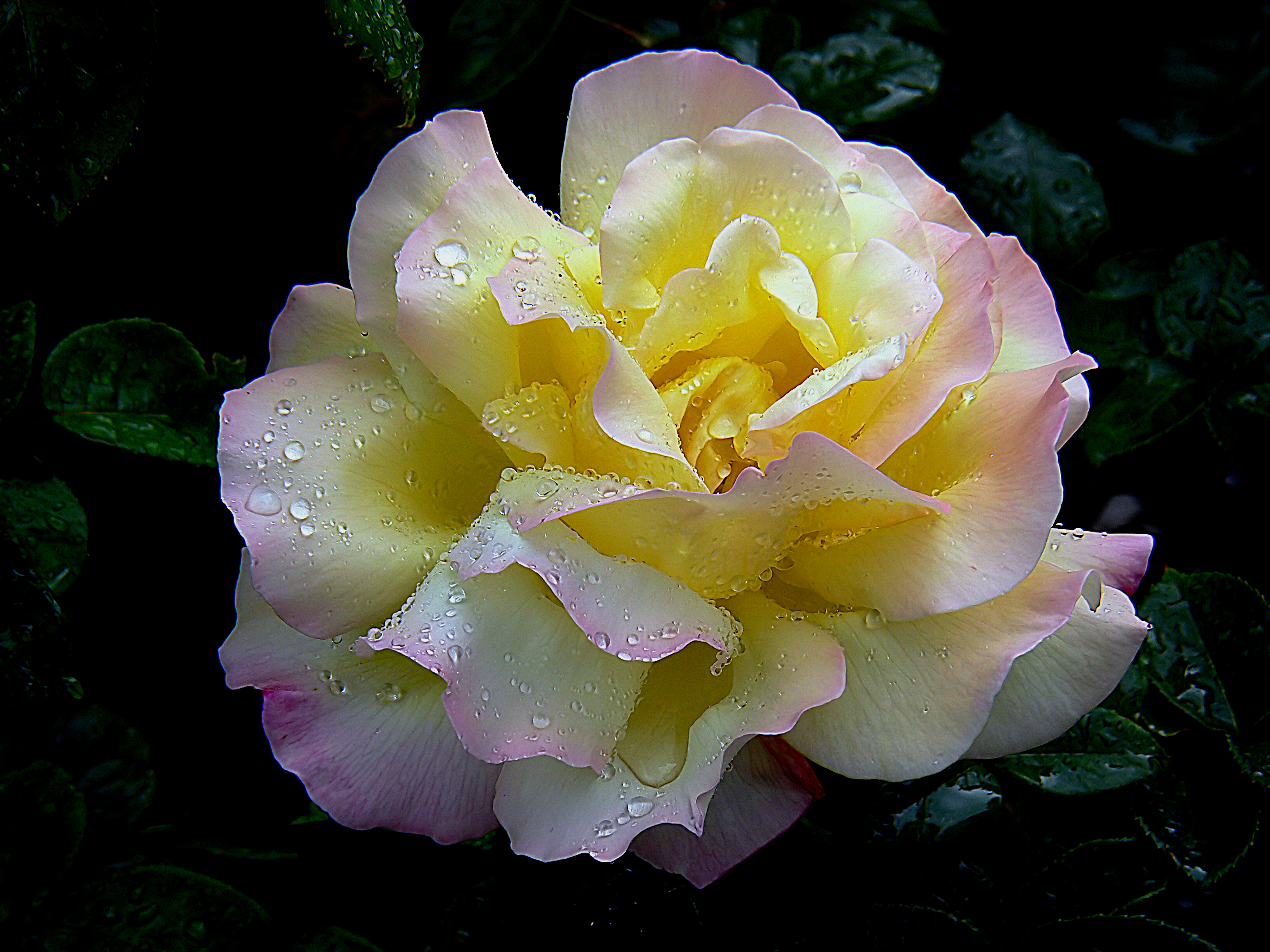
'Pace', Medaglia d'oro 1947

Gli anni '60 e '70 furono gli anni migliori per la società delle rose. Nel 1968, la RNRS tenne a Londra una conferenza internazionale sulla rosa. Alla conferenza è stata presa la decisione di creare una coalizione di società nazionali delle rose. Da quell'incontro venne istituita la Federazione Mondiale delle Società della Rosa. Nel 1976 la Regina Madre partecipò al ricevimento del centenario della società a St James's Hall. Per celebrare l'occasione, diecimila boutonnière rose sono state distribuite al grande pubblico in Trafalgar Square; L'ufficio postale britannico ha emesso una nuova serie commemorativa di francobolli con rose.
Nel 1978, la tradizionale mostra delle rose di Westminster fu spostata a St Albans, dove fu rimodellata in una mostra di rose diversa e aggiornata. Oltre alla mostra delle rose, il festival di due giorni prevedeva spettacoli musicali dal vivo, fiere dell'artigianato e stand commerciali. Lo spettacolo attirò 25.000 partecipanti e in seguito i roseti RNRS furono conosciuti come i Giardini delle rose. A partire dagli anni '90, l'interesse del pubblico per le rose diminuì e il numero dei membri gradualmente diminuì, con meno persone che frequentavano i Giardini delle Rose. Gli amministratori della società presero la decisione di chiudere i giardini e di sviluppare un nuovo giardino nel 2005. Il vecchio giardino fu smantellato e ristrutturato il giardino è stato aperto al pubblico nel giugno 2007. Il nuovo design comprendeva 20.000 cultivar di rose con nuove piantagioni consociate. L'RNRS ha continuato a lottare finanziariamente e alla fine ha sciolto l'organizzazione nel maggio 2017. I giardini sono stati chiusi definitivamente.

## Premio Medaglia d'Oro

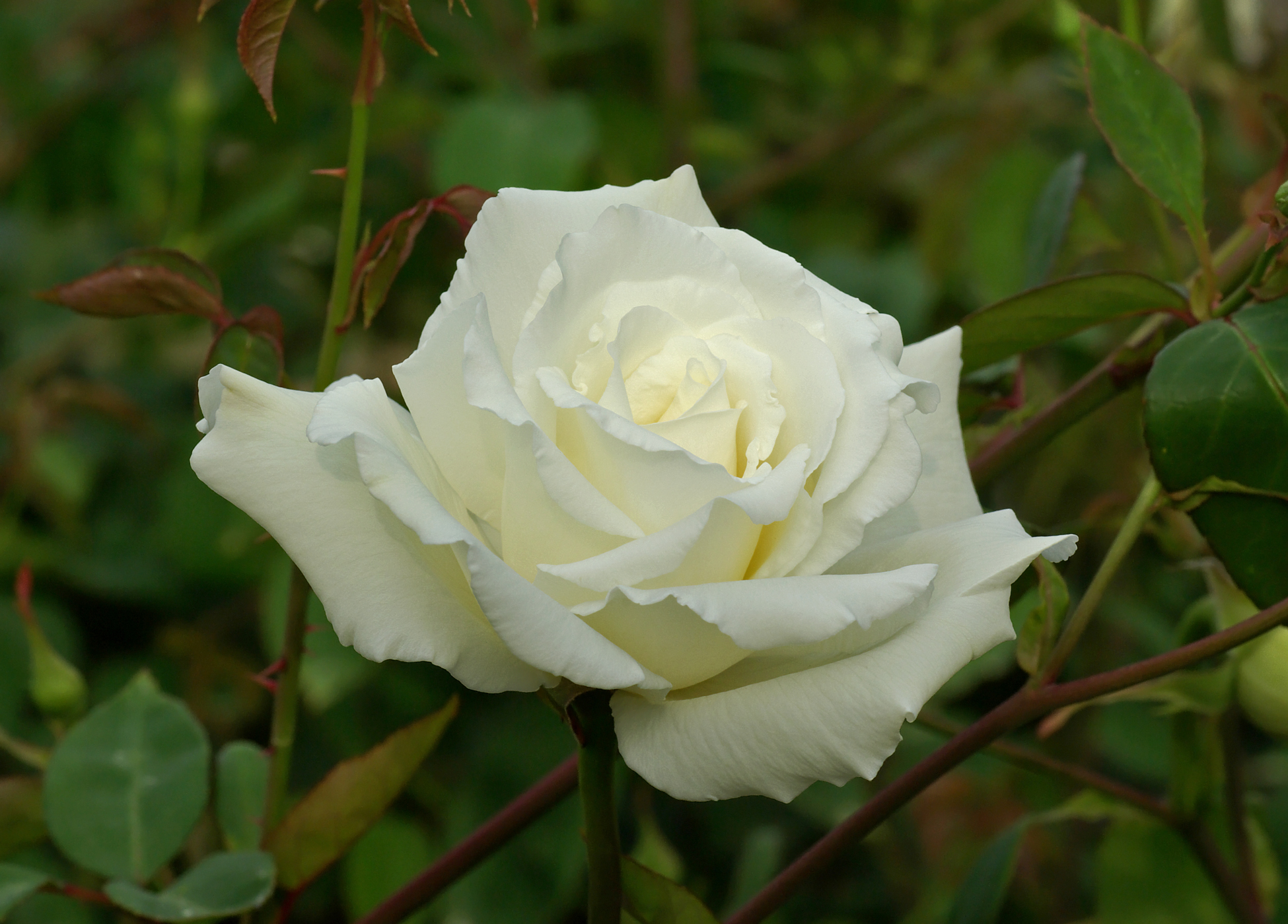
'Mrs. Herbert Stevens', Medaglia d'oro del 1910

Il crescente interesse del pubblico per le rose, in particolare per le nuove cultivar di rose introdotte ai concorsi, ispirò la creazione del premio Medaglia d'Oro della società nel 1883.
Henry Bennett, vinse la prima e la seconda medaglia d'oro assegnate, con la Rosa 'Her Majesty' (Hybrid Perpetual) nel 1883 e la Rosa 'Mrs. John Laing' (Hybrid Perpetual) nel 1885. Negli anni successivi, un ruolo importante della società fu quello di supervisionare le prove di nuove varietà di rose sottoposte al test della società giardini di coltivatori di rose di tutto il mondo. Un comitato di venti giudici ha valutato periodicamente le cultivar di rose durante la stagione da giugno a settembre per due o tre anni consecutivi. La medaglia d'oro veniva generalmente assegnata ogni anno a due o tre rose di qualità eccezionale. Ci sono stati diversi anni in cui nessuna rosa soddisfaceva le rigide linee guida per il premio e non veniva assegnata alcuna medaglia d'oro.